# The clockwork universe
The clockwork universe is het zesde studioalbum van Thieves' Kitchen. Het album is wederom opgenomen in geluidsstudio’s in Engeland (thuis van Darby en Mercy)  en Zweden (thuis van Johnson), ook nu weer was een aantal gastmusici uitgenodigd deer te nemen een de opnamen, Mallyon kwam uit Sanguine Hum, Brand en Holmgreen uit Änglagård. Op het album is veel minder de mellotron te horen dat op het vorige album, hetgeen de muziek meteen een stuk helderder en minder somber maakt. 
Taalkunde van het album is de verhouding tussen mens en wetenschappelijke veruitgang. In het nummer Railway time wordt bijvoorbeeld gerefereerd aan het gelijkschakelen van de verschillende tijdzones binnen het Verenigd Koninkrijk om tot een tijdtabel voor treinreizen te kunnen komen “Railway time changes time”). The scientist’s wife gaat over een verwaarloosde vrouw van een wetenschapper

## Musici
- Amy Darby –zang
- Phil Mercy – gitaar
- Thomas Johnson – toetsinstrumenten

Met
- Paul Mallyon – slagwerk
- Johan Brand – basgitaar
- Anna Holmgren – dwarsfluit
- Tord Lindman - percussie

## Muziek
| Nr. | Titel                                   | Duur  |
| --- | --------------------------------------- | ----- |
| 1.  | Library song (Thieves’ Kitchen)         | 6:46  |
| 2.  | Railway time (Thieves’ Kitchen)         | 7:39  |
| 3.  | Astrolabe (Thieves’ Kitchen)            | 3:18  |
| 4.  | Prodigy (Thieves’ Kitchen)              | 9:07  |
| 5.  | The scientist’s wife (Thieves’ Kitchen) | 19:59 |
| 6.  | Orrery (Thieves’ Kitchen)               | 4:42  |